# Chimica strumentale

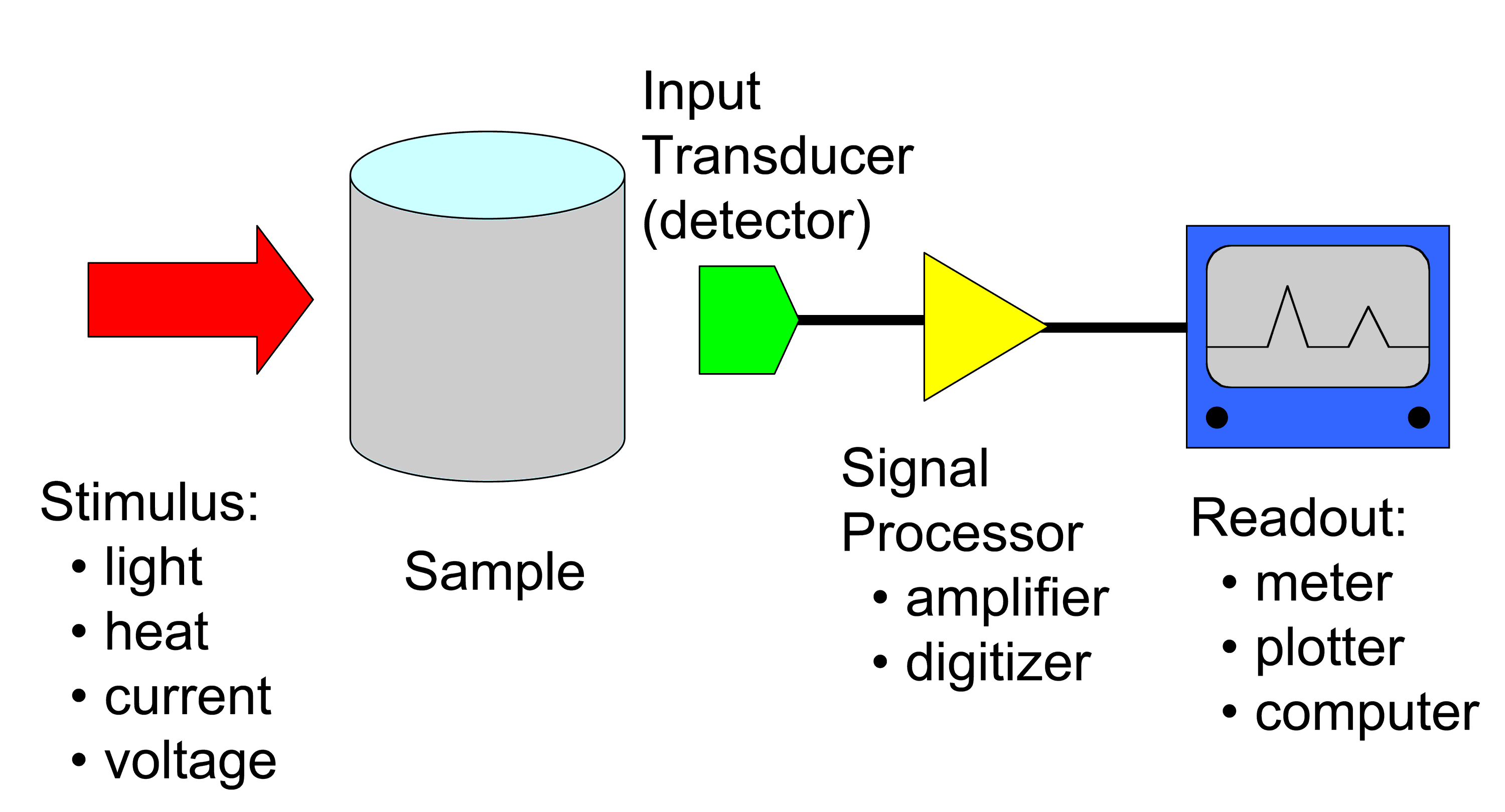
Schema a blocchi di uno strumento che mostra lo stimolo e la misurazione della risposta

La chimica analitica strumentale, o semplicemente chimica strumentale, è una branca della chimica analitica che indaga gli analiti utilizzando strumenti scientifici. Rientrano in questo campo la spettrofotometria, la spettrometria di massa, la cromatografia, l'elettroforesi, la potenziometria, la voltammetria.
Questa branca della chimica analitica è ormai la predominante e in veloce espansione, sebbene metodi di chimica analitica classica siano ancora usati.

## Spettroscopia
La spettroscopia misura l'interazione delle molecole con le radiazioni elettromagnetiche. La spettroscopia comprende diverse tecniche come la spettroscopia di assorbimento atomico, la spettroscopia di emissione atomica, la spettroscopia a raggi ultravioletti, la spettroscopia di fluorescenza a raggi X, la spettroscopia infrarossa, la spettroscopia Raman, la spettroscopia di risonanza magnetica nucleare, la spettroscopia di fotoemissione, la spettroscopia di Mössbauer, la spettroscopia di dicroismo circolare, eccetera.

## Spettroscopia nucleare
I metodi di spettroscopia nucleare utilizzano le proprietà di un nucleo per misurare le proprietà delle sostanze, in particolare la struttura delle molecole. Metodi comuni sono ad esempio: spettroscopia di risonanza magnetica nucleare (NMR), spettroscopia di Mössbauer (MBS), correlazione angolare perturbata (PAC) e così via.

## Spettrometria di massa
La spettrometria di massa misura il rapporto massa-carica delle molecole usando campi elettrici e magnetici. Esistono diversi metodi di ionizzazione: ionizzazione elettronica, ionizzazione chimica, elettrospray, bombardamento con atomi veloci, desorbimento / ionizzazione laser assistito da matrice e altri. Inoltre, la spettrometria di massa è classificata in base agli approcci degli analizzatori di massa: settore magnetico, analizzatore di massa a quadrupolo, trappola ionica quadrupolare, tempo di volo, risonanza del ciclotrone ionico con trasformata di Fourier, eccetera.

## Cristallografia
La cristallografia è una tecnica che caratterizza la struttura chimica dei materiali a livello atomico analizzando i modelli di diffrazione di radiazioni elettromagnetiche o particelle che sono state deviate dagli atomi nel materiale. I raggi X sono più comunemente usati. Dai dati grezzi può essere determinato il posizionamento relativo degli atomi nello spazio.

## Analisi elettrochimiche
I metodi elettroanalitici misurano il potenziale elettrico in volt e / o la corrente elettrica in ampere in una cella elettrochimica contenente l'analita. Questi metodi possono essere classificati in base agli aspetti della cellula che sono controllati e misurati. Le tre categorie principali sono la potenziometria (viene misurata la differenza nei potenziali dell'elettrodo), la coulometria (la corrente della cella viene misurata nel tempo) e la voltammetria (la corrente della cella viene misurata mentre altera attivamente il potenziale della cella).

## Analisi termica
La calorimetria e l'analisi termogravimetrica misurano l'interazione tra materia e calore.

## Tecniche cromatografiche
I processi di separazione vengono utilizzati per ridurre la complessità delle miscele di materiali. La cromatografia e l'elettroforesi sono rappresentative di questo campo.

## Tecniche ibride
Le combinazioni delle varie tecniche produce tecniche "ibride". Numerosi esempi sono oggi in uso e sono in fase di sviluppo nuove tecniche ibride. Ad esempio, gascromatografia-spettrometria di massa, LC-MS, GC-IR, LC-NMR, LC-IR, CE-MS, ICP-MS e così via.
Le tecniche di separazione ibride si riferiscono a una combinazione di due o più tecniche per separare le sostanze chimiche dalle soluzioni e rilevarle. Molto spesso l'altra tecnica è una tecnica cromatografica. Le tecniche ibride sono ampiamente utilizzate in chimica e biochimica. Talvolta viene utilizzata una barra anziché il trattino, soprattutto se il nome di uno dei metodi contiene al suo interno un trattino.

### Esempi di tecniche ibride
- Gascromatografia-spettrometria di massa (GC-MS)
- Cromatografia liquida-spettrometria di massa (LC-MS)
- Cromatografia liquida - spettroscopia infrarossa (LC-IR)
- Cromatografia liquida ad alta prestazione / ionizzazione a elettrospray - spettrometria di massa (HPLC / ESI-MS)
- Cromatografia - rilevazione a serie di diodi (LC-DAD)
- Elettroforesi capillare - spettrometria di massa (CE-MS)
- Elettroforesi capillare - spettroscopia ultravioletta/visibile (CE-UV)
- Spettrometria di mobilità ionica-spettrometria di massa
- Spettrometro di massa trocoidale prololato

## Microscopia
La visualizzazione di singole molecole, singole cellule biologiche, tessuti biologici e nanomateriali è un approccio molto importante nella scienza analitica. Inoltre, l'ibridazione con altri strumenti analitici tradizionali sta rivoluzionando la scienza analitica. La microscopia può essere classificata in tre diversi campi: microscopia ottica, microscopia elettronica e microscopia a scansione di sonda. Questo settore è in rapida crescita a causa del rapido sviluppo delle industrie dei computer e delle macchine fotografiche.

## Lab-on-a-chip
Dispositivi che integrano molteplici funzioni di laboratorio su un singolo chip di dimensioni di pochi millimetri quadrati o centimetri e che sono in grado di gestire volumi di fluido estremamente piccoli fino a meno dei picolitri.